# Emmanuel Booz
Pour les articles homonymes, voir Booz.
 (août 2017).
Si vous disposez d'ouvrages ou d'articles de référence ou si vous connaissez des sites web de qualité traitant du thème abordé ici, merci de compléter l'article en donnant les références utiles à sa vérifiabilité et en les liant à la section « Notes et références ».
Emmanuel Booz est un chanteur, auteur-compositeur-interprète, acteur et scénariste français né en 1943. Personnage atypique, marginal, il a été un des premiers beatniks parisiens. « Emmanuel Booz est le grand poète méconnu du rock français. » (Philippe Manœuvre).

## Biographie
Né à Versailles, on sait peu de choses sur son enfance, si ce n'est qu'il fut recueilli à Vierzon pendant la guerre par des Résistants. Il reste à Vierzon jusqu'en 1948.
Sa vie artistique officielle commence en 1969 avec la parution de l'album Au restaurant d'Alice, adaptation française de Alice's Restaurant d'Arlo Guthrie. Ce disque a été enregistré à Londres avec la participation d'Arlo Guthrie, qu'Emmanuel Booz a rencontré grâce à Boris Bergman, mais il passe pourtant largement inaperçu.
On retrouve Emmanuel Booz, souvent appelé Manu, en 1971 au sein d'un groupe éphémère, les Roll Mops. Il faut attendre 1974 pour que paraisse son deuxième album, Le jour où les vaches, beaucoup plus électrique que le précédent.
Outre quelques 45 tours, deux autres albums sortiront : Clochard en 1976 et Dans quel état j'erre en 1979. Aucun de ces disques ne rencontrera de succès. Ils sont néanmoins très recherchés aujourd'hui car ils présentent une forme de rock progressif français peu répandu à l'époque, Emmanuel Booz abordant (en français) des thèmes nouveaux comme l'écologie… d'une manière très personnelle.
L'album Dans quel état j'erre est inclus dans l'ouvrage Philippe Manœuvre présente : Rock français, de Johnny à BB Brunes, 123 albums essentiels qui présente Emmanuel Booz comme … le fils spirituel de Léo Ferré pour les uns, seul créateur dépassant Ange et Magma pour les autres ....
Début 1980, il fonde le groupe F.F.I. qui sortira un unique 45 tours et fera un unique concert (lors de la première Fête de la musique, place de la République à Paris).
Parallèlement à sa carrière musicale, Emmanuel Booz est aussi très impliqué dans le monde du cinéma, que ce soit comme acteur ou comme scénariste.
Ami avec Didier Roustan dans sa jeunesse, ce dernier raconte qu'ils prenaient tous deux plaisir à lancer des avions en papier du haut du Parc des Princes à la grande époque de Francis Borelli ; « Quel plaisir quand ils planaient jusqu'au bord de la pelouse... » 

## Discographie

### 45 tours
- 1969 : Au restaurant d'Alice / Jean et Jean
- 1969 : Le mont des oliviers / Glorification (sous le nom de groupe Egrégie)
- 1970 : Le mont des oliviers (1re partie) / Le mont des oliviers (2e partie)
- 1970 : Rosie rag / La robe en bois
- 1971 : Tout est très bien comme ça / Ma terre
- 1974 : Donne / L'homme aux mille clés d'or
- 1975 : Chanson liberté / Et l'on m'appelle Emmanuel Booz
- 1976 : Clochard / Ma vie est bien comme ça
- 1979 : Ode aux rats / La symphonie catastrophique
- 1981 : Fils de prolo / L'ère du nucléaire (sous le nom de groupe F.F.I.)

## Filmographie

### Comme assistant-réalisateur
- 1992 : Lunes de fiel de Roman Polanski

### Comme scénariste
- 2000 : Old school de Kader Ayd
- 2002 : Trois zéros de Fabien Onteniente
- 2006 : Camping de Fabien Onteniente
- 2008 : Disco de Fabien Onteniente
- 2010 : Camping 2 de Fabien Onteniente
- 2013 : Turf de Fabien Onteniente

### Comme acteur

#### Au cinéma
- 1980 : Tout dépend des filles de Pierre Fabre : le chanteur (non crédité)
- 1985 : Adieu blaireau de Bob Decout : l'amateur de foot
- 1986 : Suivez mon regard de Jean Curtelin
- 1986 : On a volé Charlie Spencer de Francis Huster
- 1995 : Tom est tout seul de Fabien Onteniente
- 1999 : La Neuvième Porte (The Ninth Gate) de Roman Polanski : Baker
- 1999 : Le Plus beau pays du monde de Marcel Bluwal : l'accessoiriste
- 1999 : Recto / verso de Jean-Marc Longval : le voisin
- 1999 : Rembrandt de Charles Matton : l'homme aux ventes
- 2000 : Jet set de Fabien Onteniente : Marchand d'art 1
- 2000 : Old school de Kader Ayd : le tuteur
- 2001 : Le Pacte des loups de Christophe Gans : Officier Boucher
- 2001 : Comment j'ai tué mon père de Anne Fontaine : le gérant
- 2002 : La Mémoire dans la peau de Doug Liman : le chauffeur de taxi
- 2004 : Le P'tit Curieux de Jean Marbœuf : le gynécologue
- 2007 : La Méthode Bourchnikov de Grégoire Sivan : Max Byzance
- 2007 : Premier Voyage de Grégoire Sivan : Homme d'affaires
- 2007 : La Fille coupée en deux de Claude Chabrol : Alban

#### À la télévision
- 1996 : L'Allée du Roi réalisation Nina Companéez
- 1999 : Le Comte de Monte-Cristo - 4 épisodes : Louis Philippe
- 2005 : Commissaire Valence - épisode  :  Vengeances   (série TV) : Aubert
- 2010 : Le Roi, l'Écureuil et la Couleuvre téléfilm en 2 parties - section #1.2 : Scarron